# Ашша
Ашша — деревня в Чернушинском районе Пермского края. Входит в состав Павловского сельского поселения.
Находится примерно в 3 км к востоку от центра города Чернушки.

## Население
По результатам переписи 2010 года численность населения составила 403 человека, в том числе 203 мужчины и 200 женщин.
В 2005 году численность населения составляла 372 человека.